# Pithana
Pithana was tijdens de Bronstijd een koning van de Anatolische stad Kussar. Hij heerste in de 18e eeuw v.Chr.. Tijdens zijn regeerperiode veroverde hij de stad Kanesh, in het hart van de Assyrische netwerk van handelskolonies in Anatolië en midden in het Hettitische gebied.
Hij werd opgevolgd door zijn zoon, Anitta, die bekend is vanwege zijn verovering van Hattusa, de toekomstige hoofdstad van de Hettieten, en deze overwinning te herdenken in de Hettitische taal.